# ولید الجاسم
ولید الجاسم (انگلیسی: Waleed Al-Jasem؛ زادهٔ ۱۸ نوامبر ۱۹۵۹) بازیکن سابق فوتبال اهل کویت است.
وی عضو تیم ملی فوتبال کویت در جام جهانی فوتبال ۱۹۸۲ بوده است.